# Oxynoemacheilus tongiorgii
Oxynoemacheilus tongiorgii és una espècie de peix pertanyent a la família dels balitòrids i a l'ordre dels cipriniformes.

## Etimologia
L'epítet tongiorgii fa referència a Paolo Tongiorgi de la Universitat de Mòdena, el qual, a banda d'ésser coeditor de la Italian Journal of Zoology, va ajudar en l'edició final del volum especial en què apareix la descripció d'aquesta espècie.

## Descripció
El cos, curt, fa 2,4 cm de llargària màxima. 3 espines i 8 radis tous a l'aleta dorsal. 3 espines i 5 radis tous a l'anal. Aletes pectorals amb 2 espines i 9-9 radis tous. Pelvianes amb 16-16 radis tous. Aleta caudal més o menys truncada. Filera de petites escates al llarg de la meitat dels flancs del cos. Llavis arrufats, especialment l'inferior. Les dues vàlvules de la bufeta natatòria ben unides. Línia lateral contínua.

## Hàbitat i distribució geogràfica
És un peix d'aigua dolça, demersal i de clima subtropical, el qual viu a Àsia: la conca del riu Kul a l'Iran.

## Observacions
És inofensiu per als humans, el seu índex de vulnerabilitat és baix (10 de 100) i la seua principal amenaça és l'extracció d'aigua del seu hàbitat per a les activitats humanes.